# Euphyia caliginosa
Euphyia caliginosa är en fjärilsart som beskrevs av W. Warren 1900. Euphyia caliginosa ingår i släktet Euphyia och familjen mätare. Inga underarter finns listade i Catalogue of Life.